# Barbilophozia
Barbilophozia là một chi rêu trong họ Anastrophyllaceae.